# Puławski
Puławski là một huyện thuộc tỉnh Lubelskie của Ba Lan. Huyện có diện tích 934 km². Đến ngày 1 tháng 1 năm 2011, dân số của huyện là 115584 người và mật độ 124 người/km².